# 程憬
程憬（1903年—1950年），字仰之。中國神話學家。
1920年入浙江第一师范学校，1925年以第三名为清华国学研究院首批学生，1926年以甲等第三名毕业。
清華大學畢業，1920年在杭州一师執教，後在中央大學教書。得到衛聚賢的賞識，在《說文月刊》發表《古神話中的水神》、《古蜀的洪水神话与中原的洪水神话》、《古代中国神话中的天、地及昆仑》等文章，後來又在《大陸雜誌》、《圖書季刊》、《社會科學季刊》、《文史哲季刊》上發表文章。1950年，因病逝世于南京大学附属医院。1957年其遗孀沙應若將遗稿《中国古代神话研究》轉交顾颉刚出版，但因文化大革命爆發未及付梓。1996年顾颉刚女儿顾潮说，书稿只剩下半部。